# Avis Budget Group
Avis Budget Group is een groot internationaal opererend Amerikaans autoverhuurbedrijf. Het verhuurt personen- en bedrijfswagens onder diverse merknamen waarvan Avis, Zipcar en Budget veruit het belangrijkst zijn.

## Activiteiten
Avis Budget Group verhuurt automobielen met als belangrijkste merknamen Avis en Budget.
In totaal telde Avis Budget Group 10.250 vestigingen in 2023, de meester hiervan zijn in eigendom en 3700 vestigingen als franchise, wereldwijd. Het is actief in 30 landen met eigen vestigingen en in 150 landen met franchise ondernemers. De belangrijkste merken zijn Avis gevolgd door Budget en deze twee nemen ruim 90% van de omzet voor hun rekening. De overige 7% van de omzet is afkomstig via de merknamen Zipcar, Maggiore, Payless, Turiscar, Apex Car Rentals, FranceCars en Morini Rent.
In 2023 had het bedrijf gemiddeld zo'n 690.000 voertuigen in de verhuur en deze werden 39 miljoen keer verhuurd. De auto's worden in meerderheid gehuurd door particulieren voor vakantiedoeleinden, zo'n 60% van het totaal, en de rest door zakenmensen. De locaties op luchthavens zijn veruit het belangrijkst, ongeveer twee derde van de verhuurtransacties vinden hier plaats. In het derde kwartaal, de vakantieperiode in de Verenigde Staten, worden de meeste auto's verhuurd en het eerste kwartaal het minst.
De grootste autofabrikanten waarmee Avis Budget Group zaken doet, zijn Stellantis, General Motors, Toyota in Japan en Volkswagen Group in Europa.

## Geschiedenis
Avis is opgericht in 1946 door Warren Avis (1915-2007) met de eerste vestiging op Willow Run Airport in Ypsilanti. Acht jaar later verkocht hij het autoverhuurbedrijf. In 1996 werd het bedrijf overgenomen door HFS Incorporated en in 1997 besloten de twee verder te gaan onder de nieuwe naam Cendant Corporation. In 2006 viel het besluit Cendant op te splitsen in vier afzonderlijke bedrijven. Alle autoverhuuractiviteiten werden ondergebracht in de Avis Budget Group.
In 1986 werd Avis gesplitst in een Europees en een Amerikaans onderdeel. D'Ieteren kocht in 1987 een belang in Avis Europa en in 2002 had het 59,6% van de aandelen in handen. In 2011 kocht Avis Budget Group het belang van D'Ieteren en betaalde hiervoor 415 miljoen euro.
Op 5 september 2012 werd Apex Car Rentals of New Zealand overgenomen. Op 14 maart 2013 volgde de acquisitie van Group Zipcar voor ongeveer US$ 500 miljoen in contanten. Op 9 april 2015 werd de overname van Maggiore Group, het op drie na grootste autoverhuurbedrijf van Italië, afgerond. In 2016 volgde de overname van het Franse bedrijf FranceCars gevolgd door Morini Rent in 2018. Deze laatste is actief in het noorden van Italië en tot slot werd het Portugese Turiscar, met zo'n 3000 auto's, ingelijfd.
Door de coronapandemie daalde het aantal reizigers fors en eveneens het aantal verhuurtransacties. De omzet stond onder zware druk en halveerde bijna van US$ 9,2 miljard in 2019 naar US$ 5,4 miljard in 2020. Het bedrijf leed in 2020 een nettoverlies van US$ 0,7 miljard in 2020 na een winst van US$ 0,3 miljard in 2019. In 2021 herstelde de omzet naar US$ 9,3 miljard en rapporteerde Avis Budget Group weer winst.